# アスパラギン酸
アスパラギン酸（アスパラギンさん、aspartic acid）とは、アミノ酸のひとつで、2-アミノブタン二酸のこと。略号は Asp あるいは D。光学異性体としてL体とD体の両方が存在する。アスパラギンの加水分解物から単離され、由来とその構造からこの名がついた。
酸性極性側鎖アミノ酸に分類される。L体のアスパラギン酸は蛋白質を構成するアミノ酸のひとつ。非必須アミノ酸で、グリコーゲン生産性を持つ。うま味成分のひとつ。
致死量はLD50=16g/kgである。

## 生合成
生体内では、クエン酸回路の一員であるオキサロ酢酸が、アスパラギン酸アミノトランスフェラーゼ (EC 2.6.1.1) によるグルタミン酸からのアミノ基の転移を受けて生合成される。
oxaloacetate + L-glutamate → L-aspartate + 2-oxoglutarate

## 工業生産
工業的にはフマル酸とアンモニアを原料として大腸菌由来のアスパルターゼを用いる。大腸菌はκ-カラギーナンで固定化され、バイオリアクターを用いて回分法で生産される。

## 物性
表も参照。
- 等電点 2.77
- 溶解性 水にやや難溶、エタノール・ジエチルエーテルに不溶。希塩酸・希硫酸に可溶。
- 溶解度（水、g/100g）0.42 (20℃)、0.85 (40℃)、1.70 (60℃)
- ファンデルワールス半径 91

## 神経伝達物質
アスパラギン酸は中枢神経系の興奮性神経伝達物質で、大脳皮質、小脳及び脊髄などに存在するNMDA受容体に対しアゴニストとして作用する。アミノ酸系の神経伝達物質は、アスパラギン酸に加えてグルタミン酸(Glu)、γ-アミノ酪酸(GABA)、グリシン(Gly)がある。